# Diga di Mauá
La diga idroelettrica di Mauá è una diga situata in Brasile nello Stato di Paranà sul fiume Tibagi, nel comune di Telêmaco Borba.
La potenza installata nella diga è di 363 MW. Il lago artificiale conta un'area approssimata di 84 km².